# Шатохин, Платон Александрович
Платон Александрович Шатохин (1818 — 22 марта (3 апреля) 1866) — юрист, государственный деятель, фатежский уездный предводитель дворянства, курский и черниговский вице-губернатор, владимирский гражданский губернатор, действительный статский советник.

## Биография
Происходил из потомственных фатежских дворян Курской губернии. Прадед — прапорщик Шатохин Григорий, фатежский помещик: с 29.05.1750 г. из капралов лейб-гвардии произведен прапорщиком Белгородского гарнизона. Был женат на девице Варваре Семёновне Жилиной, орловской помещице, родной сестре отставного орловского помещика, капитана Сергея Семёновича Жилина (? — до 1786). Другая сестра Варвары Шатохиной и Сергея Жилина — Вера Семёновна, была замужем за Антиохом Брагиным, полковым адъютантом Молдавского гусарского полка (с 25.04.1754 из вахмистров того полка). Дед — прапорщик Борис Григорьевич Шатохин, фатежский помещик: с 18.12.1778 г. из вахмистров выпущен прапорщиком в отставку. Был женат на Екатерине Фёдоровне. Отец — губернский секретарь Александр Борисович Шатохин, фатежский помещик: исправник Фатежского уездного суда Курской губернии (1813—1815), дворянский заседатель Курской гражданской палаты (1838—1840). Был женат на Варваре Николаевне, помещице Фатежского, Льговского и Суджанского уездов Курской губернии.
Первоначальное образование получил домашнее. Высшее образование получил в Московском университете, где учился на одном курсе юридического факультета с будущим издателем-редактором «Петербургского листка» и «Петербургской газеты» — И. А. Арсеньевым. После окончания в 1840 году Московского университета кандидатом прав, с 27 января (по другим сведениям — 17 февраля) 1841 года определён секретарем Курской палаты гражданского суда, с утверждением в чине коллежского секретаря, по званию кандидата Московского университета. Высочайшим указом от 6.06.1843, согласно ходатайству начальства, произведён, за отличие, из коллежских секретарей — в титулярные советники, со старшинством и с оставлением в должности. По прошению, в мае 1844 года уволился в том же чине.
Был в отставке с 22 мая 1844 по 31 мая 1846 года. С 31 мая 1846 года назначен младшим, затем старшим чиновником для особых поручений при курском губернаторе А. П. Устимовиче. Высочайшим приказом (ВП) от 20.10.1850 № 214, по ведомству Министерства внутренних дел (МВД), уволен от службы, по болезни, старший чиновник особых поручений при начальнике Курской губернии, титулярный советник П. А. Шатохин.
Был в отставке с 20 октября 1850 по 2 мая 1853 года. ВП от 21.07.1851 № 142, по Курской губернии, по ведомству МВД, производится, за выслугу лет, из титулярных советников — в коллежские асессоры, бывший младший чиновник особых поручений при начальнике губернии — ныне в отставке, П. А. Шатохин, со старшинством с 17 июня 1849 года.
С 1853 по 1856 год служил, по ведомству МВД, по выборам дворянства, предводителем дворянства Фатежского уезда Курской губернии: ВП от 2.05.1853 № 84, по ведомству МВД, утверждается, по выборам, фатежским уездным предводителем дворянства, коллежский асессор П. А. Шатохин; ВП от 10.07.1855 № 134, по МВД, производится, за отличие, из коллежских асессоров — в надворные советники, фатежский уездный предводитель дворянства П. А. Шатохин, со старшинством с 31 декабря 1854; с 11 января 1856 года уволен от должности фатежского уездного предводителя; ВП от 29.06.1856 № 126, по МВД, производится, за отличие, из надворных — в коллежские советники, фатежский уездный предводитель дворянства, ныне в отставке, П. А. Шатохин.
Был в отставке с 11 января 1856 по 2 февраля 1857 года. ВП от 2.02.1857 № 24, по МВД, определяется в службу, из отставных, коллежский советник П. А. Шатохин, с причислением к министерству; ВП от 14.05.1857 № 103, по МВД, назначается, состоящий при министерстве коллежский советник П. А. Шатохин, курским вице-губернатором, на место действительного статского советника М. В. Селецкого, увольняемого, согласно прошению, от службы.
С 27 февраля 1859 года переведен на должность вице-губернатора Черниговской губернии: ВП от 29.07.1860 № 25, по МВД, производится, за отличие, из коллежских — в статские советники, вице-губернатор Черниговский — П. А. Шатохин, со старшинством с 29 июня 1859; ВП от 17.04.1863 года, по МВД, производится, за отличие, в чин действительного статского советника, с оставлением в должности; ВП от 17.04.1864 № 17, по МВД, увольняется в отпуск за границу, черниговский вице-губернатор, действительный статский советник Шатохин — на два с половиной месяца.
ВП от 1.01.1865 № 1, по МВД, назначен исправляющим должность владимирского гражданского губернатора; ВП от 15.10.1865 № 33, по МВД, утвержден в должности губернатора Владимирской губернии, с 8 октября 1865 года; в том же — 1865 году, высочайше пожалован единовременным денежным пособием в сумме 2500 руб. и добавочным жалованием в размере 2000 руб.; ВП от 11.03.1866 № 10, по МВД, уволен от должности, согласно прошению, по расстроенному здоровью, владимирский губернатор, действительный статский советник П. А. Шатохин — с причислением к Министерству внутренних дел, и с увольнением в отпуск на шесть месяцев по России и за границу, с 4 марта 1866 года.
В том же — марте месяце, 22 числа, 1866 года, в возрасте 48 лет скончался. ВП от 6.04.1866 № 14, по МВД, исключен из списков умерший, состоящий при министерстве, действительный статский советник П. А. Шатохин. Уволившись с должности владимирского губернатора и оставаясь в штате Министерства внутренних дел, П. А. Шатохин в Москве, во время прогулки с двумя малолетними детьми и гувернером, застрелился в собственной карете, в Петровском парке, близ Петровского театра. Оставил предсмертное запечатанное письмо, адресованное жене, а в случае её смерти письмо поручалось распечатать родственнику — Иосифу Петровичу Соковнину, в присутствии губернского и уездного предводителей дворянства.
По должностям дворянского предводителя, вице-губернатора и губернатора, состоял членом различных губернских учреждений Курской, Черниговской и Владимирской губерний. Избирался почётным попечителем Богоявленского Православного Братства.
Помещик родового села Борисовка (сельца Борисовское) на речке Линчике, и деревни Овсянниковой (Роговой Колодезь тож) на реке Усоже Игинской волости Фатежского уезда Курской губернии, в коем имении, по 9-й ревизии — 1850 г., за ним было 129 крепостных душ мужского пола. Помещик родового села Шатохино (Александрово тож) той же волости, того же уезда, в коем имении, по 9-й ревизии — 1850 г., за ним было 96 крепостных душ мужского пола. Всего за ним, в родовом имении села Шатохино, с сельцом Борисовкой и деревней Овсянникова было, по 10-й ревизии — 1858 г., 231 крестьянская и дворовая душа мужского пола, да 1425 десятин земли.

## Семья
Был женат на девице Марии Петровне Суковкиной (Соковниной?), дочери помещика Курской губернии Петра Иакинфовича Суковкина (Соковнина?), и племянницы его брата — Дмитрия Иакинфовича Суковкина (Соковнина?). За его супругой, в том же — Фатежском уезде Курской губернии, было родовое имение, в селе Архангельском (Брусовое тож), в коем, по 10-й ревизии — 1858 г., значилось 1100 десятин земли и 174 крепостных душ мужского пола. В браке с Марией Петровной имел четырех сыновей и дочь Марию.
- Пётр Платонович Шатохин (18.04.1855, с. Шатохино, Курской губ. — 1937, Ницца) — дипломат, журналист-международник, прозаик, переводчик. издатель, надворный советник. Казённокоштный воспитанник Императорского Александровского лицея (1868—1874), 33-й курс которого окончил с серебряной медалью, и с чином титулярного советника. ВП от 26.06.1874 № 9, по Министерству иностранных дел, определён в службу в ведомство МИД, с 22 мая 1874 года. Назначен в штат Азиатского департамента Министерства иностранных дел. В период восстания в Герцеговине и Боснии (1875—1877) служил секретарем русского генерального консульства в Рагузе (Дубровнике). Приказом от 29.07.1877 № 11, по МИД, уволен в отпуск — в Россию и за границу, на два месяца. Самостоятельно отправился в Герцеговину для обозрения дел и представил начальству докладную записку о событиях на Балканах, отличную от донесений генерального консула в Рагузе А. С. Ионина, которая получила одобрение начальства и была представлена императору Александру II. Сенатским указом от 23.09.1877 № 138, произведен, за выслугу лет, в чин коллежского асессора, со старшинством с 22 мая 1877 года. Приказом от 7.10.1877 № 14, по МИД, назначен 2-м секретарем русской миссии в Афинах, с 1 октября 1877 года; приказом от 13.03.1878 № 3, по МИД, уволен в отпуск, за границу, на 28 дней. Ради любовной связи с женой английского консула, отличавшейся необыкновенной красотой, без разрешения начальства и не испросив продолжения отпуска, самовольно покинул миссию в Афинах, вследствие чего впоследствии был вынужден подать в отставку; приказом от 25.09.1878 № 12, по МИД, назначен состоять в ведомстве министерства, с 1.09.1878 года; приказом от 1.11.1879 № 15, по МИД, уволен в отпуск — за границу, на два месяца. Вернувшись в С.-Петербург вместе с невестой, с 4.06.1880 г. женился на подданной Великобритании Тейлор Люции (Люси) Карловне, урождённой Блант (Блонт, Блёнт), сестре английского вице-консула в Андрианополе Джона Илайджа Бланта (Блонта, Блёнта), в первом браке — супруга английского консула в Эрзуруме Джона Георга (Джорджа) Тейлора. Приказом от 9.12.1880 № 14, по МИД, уволен в отпуск, за границу, на четыре месяца; приказом от 21.12.1881 № 12, по МИД, уволен от службы, по прошению, по домашним обстоятельствам, в том же чине — коллежского асессора. Выйдя в отставку с дипломатической службы, переехал в Москву: в 1880—1890-х гг. служил корреспондентом газеты «Московские ведомости»[5] М. Н. Каткова и, одновременно, состоял агентом «Северного телеграфного агентства», сотрудничал в иностранных изданиях, в том числе в английской газете «The Times», в 1890-х гг. был корреспондентом московского литературно-политического и научного журнала «Русское обозрение»[6]. В 1886 году вместе с женой — Л. К. Шатохиной, которая была корреспондентом английской газеты «Standart», посетил г. Рущук в Болгарии, где российское консульство возглавлял его младший брат — Борис Платонович, некоторое время жил у брата в консульстве[7]; с ноября 1897 по январь 1901 года был издателем-редактором «Русско-английского торгового вестника», подцензурного ежемесячного журнала для содействия развитию торговых отношений между Россией и Великобританией; с 8.02.1901 по 1904 год — издатель-редактор ежемесячного подцензурного иллюстрированного журнала с приложениями «Международный торговый вестник», и с 19.03.1901 по 1902 г. — еженедельной подцензурной газеты с приложениями «Пчела», издававшихся в Москве; в конце 1880-х — начале 1900-х гг. сотрудничал в газетах «Новое время», «Правительственный вестник», журналах «Русский вестник»[8], «Гражданин»[9]; в 1913—1914 гг. — вновь корреспондент газеты «Московские ведомости», писал статьи на темы внешней политики, опубликовал заметки о поездке в Южную Италию (Бари, Неаполь, Сицилия)[10]; жил в Москве, на ул. Большая Дмитровка, в доме типографии Московского университета, затем на ул. Петровке, в д. № 25. После большевистского переворота 1917 года эмигрировал.
- Александр Платонович Шатохин (27.09.1856, с. Шатохино, Курская губ. — 13.11.1908, Москва) — земский деятель, коллежский асессор. Казённокоштный воспитанник Императорского Александровского лицея (1869—1875), 34-й курс которого окончил с правом на чин X класса. ВП от 3.01.1876 № 1, по Ведомству учреждений императрицы Марии, состоящих под непосредственным Их Императорских Величеств покровительством, утверждён в чине коллежского секретаря, со старшинством с 20.12.1875 года; приказом от 3.01.1876 № 1, по МВД, определён в службу в штат министерства, с 20.12.1875 года; с оставлением при министерстве, откомандирован для занятий в Департамент общих дел; ВП от 9/21.06.1876 № 19, уволен в отпуск на шесть месяцев; ВП от 14.10.1876 № 32, продолжается срок отпуска — по 1.01.1877 года. Командировался на театр Русско-турецкой войны 1877—1878 гг.; приказом от 15.05.1878 № 24, по МВД, уволен в отпуск на два месяца; приказом от 15.12.1880 № 55, по МВД, уволен от службы, по прошению, с 24 ноября 1880 года. Был в отставке с 24.11.1880 по 15.02.1893 года. Приказом от 6.03.1893 № 5, по МВД, назначается, коллежский секретарь Шатохин — земским начальником 4-го участка Ново-Оскольскаго уезда Курской губернии, на основании ст. 15 высочайше утвержденного 12 июля 1889 года мнения Государственного Совета, с 15 февраля 1893 года. Сенатским указом от 17.10.1894 года № 129, производится, за выслугу лет, со старшинством, по Земскому отделу МВД, в титулярные советники — коллежский секретарь, земский начальник 4-го участка Новооскольского уезда, Александр Шатохин — с 20 декабря 1878 года. Приказом от 5.07.1895 г. № 23, по МВД, увольняется в отпуск, земский начальник 4-го участка Новооскольского уезда, Курской губернии, титулярный советник Шетохин, — на 2 месяца; с 24.01.1897 года вышел в отставку, в том же чине. С 2.10.1898 г. и до конца жизни избирался от дворянства гласным Дмитриевского уездного земского собрания Курской губернии, членом разных уездных земских комиссий[11], избирался членом Дмитриевского уездного училищного совета, а незадолго до смерти, с 30.05.1908 года, был назначен председателем экзаменационной комиссии в Машкино-Белицком начальном училище. Одновременно, определением Правительствующего Сената от 27 июля 1898 года, утверждён, по ведомству Министерства юстиции, почётным мировым судьёй Дмитриевского уезда Курской губернии, и трижды переизбирался в той должности: утверждался определениями Сената от 5.12.1900 и от 1.12.1903 годов на новое 3-летие; определением Сената от 9.11.1904 уволен, согласно прошению, от должности почётного мирового судьи по Дмитриевскому уезду Курской губернии; определением Сената от 5.12.1905, вновь утверждается почётным мировым судьей по Дмитриевскому уезду. ВП от 6.11.1906 № 80, по Гражданскому ведомству, по ведомству МВД, производится, за выслугу лет, со старшинством, из титулярных советников — в коллежские асессоры, по губерниям: Курской: бывший земский начальник 4-го участка Ново-Оскольского уезда, а ныне депутат дворянства Дмитриевского уезда А. П. Шатохин — с 11 марта 1894 года. Был женат на девице Екатерине Васильевне Суковкиной, дочери Василия Петровича Суковкина, помещика села Пересветова Белица, Машкинской волости, Дмитриевского уезда, в коем имении, по 9-й ревизии — 1852 г., было 182 крепостных душ мужского пола (за ним же — В. П. Суковкиным, сельцо Спасское, Васильевка тож, Спасской волости Старо-Оскольского уезда, в коем имении, по 9-й ревизии — 1852 г., было 275 крепостных душ муж. пола), помещице села Белица (Старая Белица), села Пересветова Белица, деревни Кусакова Белица, деревни Матвеевка (Сергеевка тож), Старобелицкой и Машкинской волостей Дмитриевского уезда, с 29.12.1904 г. избранной попечительницей Матвеевской земской больницы Дмитриевского уезда Курской губернии.
- Борис Платонович Шатохин (1.05.1863, г. Чернигов — 25.05.1911, с. Шатохино, Курской губ.) — дипломат, земский деятель, коннозаводчик, действительный статский советник. Первоначальное воспитание получил в подготовительном пансионе А. Ф. Лемма (1875—1877). Казённокоштный воспитанник Императорского Александровского лицея (1877—1883), 39-й курс которого окончил с правом на чин IX класса; ВП от 11.06.1883 № 7, по Ведомству учреждений императрицы Марии, утвержден в чине титулярного советника; ВП от 19.09.1883 № 10, по МИД, определён в службу в ведомство министерства, с причислением к Департаменту внутренних сношений, с 1.09.1883; приказом от 1.12.1884 № 13, по МИД, назначен состоять при Азиатском департаменте; приказом от 6.02.1885 № 1, по МИД, назначен секретарем консульства в Рущуке (Болгария); возглавляя консульство в Рущуке, в 1886 году оказался в эпицентре событий государственного переворота в Болгарии, в результате которого князь Александр Баттенберг был отрешен от власти, а Шатохин, совершивший, по молодости и неопытности, дипломатическую ошибку, отозван в Россию[12][13][14] ; сенатским указом от 30.04.1887 № 64, произведён, за выслугу лет, в чин коллежского асессора, со старшинством с 1.09.1886 года; в 1887—1889 годах состоял при Министерстве иностранных дел, жил в С.-Петербурге; член С.-Петербургского английского собрания (Английского клуба) в 1887—1889 гг.[15]; приказом от 28.06.1890 № 4, по МИД, назначен секретарем и драгоманом (переводчиком) консульства в Янине (Европейская Турция), с 8 мая 1890 года. В том же — 1890 году, из ведомства МИД, переведён в ведомство МВД: приказом от 29.08.1890 № 29, по ведомству МВД, утвержден земским начальником Курской губернии, Фатежского уезда, 1-го участка, с 1 сентября 1890 года; приказом от 3.10.1890 № 6, по Министерству иностранных дел, секретарь и драгоман консульства в Янине, коллежский асессор Борис Шатохин, переведён на службу в Министерство внутренних дел, земским начальником 1-го участка Фатежского уезда Курской губернии, с 1 сентября 1890 года; сенатским указом от 20.12.1891 № 129, произведён, за выслугу лет, со старшинством, по ведомству МВД, по крестьянским учреждениям, в надворные советники — коллежский асессор, земский начальник 1-го участка Фатежского уезда Борис Шатохин, с 1 сентября 1890 года[16]; приказом от 11.02.1892 № 3, по МВД, увольняется в отпуск, за границу — на 6 недель; ВП от 21.04.1895 № 17, по Гражданскому ведомству, по Земскому отделу МВД, производится, за выслугу лет, со старшинством, из надворных — в коллежские советники, с 1 сентября 1894 года; со старшинством, за периодами отставок, с 1 апреля 1898 года, пожалован статским советником, в той же должности; в той же должности, одновременно, в 1902 избран членом Фатежского уездного комитета о нуждах сельскохозяйственной промышленности; приказом от 22.01.1903 № 3, по МВД, увольняется в отпуск, за границу — на 2 месяца; по возвращении из отпуска, назначен непременным членом Рязанского губернского по земским и городским делам присутствия, однако, не желая переезжать в Рязань, подал прошение об отставке, и ВП от 17.10.1903 г. № 76, по ведомству МВД, уволен от службы, согласно прошению, по болезни, непеременный член Рязанского губернского по земским и городским делам присутствия, статский советник Б. П. Шатохин. ВП от 12.03.1904 г. № 18, по ведомству МВД, предоставляется, уволенному от службы, согласно прошению, по болезни, непременному члену Рязанского губернского по земским и городским делам присутствия, статскому советнику Шатохину — носить в отставке мундир, означенной должности присвоенный. Был в отставке с 17.10.1903 по 17.05.1904 года. С началом Русско-японской войны 1904—1905 гг. возвратился на службу: ВП от 17.05.1904 г. № 501, по Морскому ведомству, о чинах гражданских, определяется в службу, отставной статский советник Борис Шатохин; приказом генерал-адмирала от 17.05.1904 г. № 102, назначается состоять по Морскому министерству; приказом генерал-адмирала от 24.05.1904 г. № 105, назначается делопроизводителем штаба командующего 2-й эскадрой Тихого океана; ВП от 18.10.1904 г. № 523, по Морскому ведомству, о чинах гражданских, увольняется от службы, состоящий по Морскому министерству, статский советник Б. П. Шатохин, по болезни. Пожалование в чин действительного статского советника получил, находясь в отставке: ВП от 31.10.1905 г. № 572, по Морскому ведомству, о чинах гражданских, производится в действительные статские советники, уволенный от службы статский советник Борис Шатохин, с оставлением в отставке. Кавалер ордена Святого Станислава 2-й ст. (6.12.1901), имел серебряную медаль «В память царствования императора Александра III» и бронзовую медаль «За труды по первой всеобщей переписи населения». Был женат, в браке двое детей.
- Иосиф (Иоасаф) Платонович Шатохин (1865 -?) — земский деятель, коллежский секретарь. Окончил Курскую губернскую гимназию; в службе с 18.10.1886 года в звании потомственного дворянина, не имеющего чина; определением Правительствующего Сената от 3 марта 1887 года, утверждён, по ведомству Министерства юстиции, почётным мировым судьей Фатежского уезда Курской губернии; приказом от 28.08.1890 № 5, по ведомству МВД, назначен и. д. земского начальника 2-го участка Курского уезда Курской губернии, с 1 сентября 1890 года; сенатским указом от 13.10.1894 № 127, производится, за выслугу лет, по ведомству Министерства юстиции, в коллежские регистраторы — бывший мировой судья, а ныне и. д. земского начальника 2-го участка Курского уезда Иоасаф Шатохин — со старшинством с 18.10.1888 года; с 1 сентября 1896 года — коллежский секретарь, в той же должности; с 25.11.1899 по 23.08.1903 года — земский начальник 3-го участка Фатежского уезда Курской губернии. Кавалер ордена Святой Анны 3-й ст. (27.12.1897), ордена Святого Станислава 2-й ст. (6.12.1901), имел серебряную медаль «В память царствования императора Александра III» и бронзовую медаль «За труды по первой всеобщей переписи населения».
- Мария Платоновна Шатохина (ок. 1862 — после 1911) — девица, воспитанница Императорского Воспитательного общества благородных девиц (1872—1878), 46-й выпуск, фатежская помещица. С братьями и матерью была совладелицей родового курского имения в селе Шатохино, сельце Кандемировском, деревне Овсянниковой, хуторе Борисовка.